# Jean-Luc Godard, le désordre exposé
Pour plus de détails, voir Fiche technique et Distribution.
Jean-Luc Godard, le désordre exposé est un documentaire français réalisé par Olivier Bohler et Céline Gailleurd et coproduit par l'Institut national de l'audiovisuel, Nocturnes Productions et Imagia en 2012.

## Synopsis
En mai 2006 s’est tenue à Paris, au Centre Pompidou, une exposition réalisée par Jean-Luc Godard, Voyage(s) en Utopie. Six ans plus tard, André S. Labarthe part à la recherche de ce qui reste de cette exposition. Il sert alors de guide, lui dont la discussion avec Godard, qu’elle soit sous forme de films ou de textes, ne s’est jamais interrompue depuis plus de quarante ans.
Jean-Luc Godard, le désordre exposé articule des images inédites de cette exposition, tournées à l’époque, avec d'une part des entretiens anciens et contemporains avec André S. Labarthe et Jean-Luc Godard, d'autre part avec des archives télévisées principalement réalisées par André S. Labarthe lui-même et des extraits de films de Jean-Luc Godard issus de ses travaux pour la télévision.  
Offrant une nouvelle lecture de l'œuvre de Jean-Luc Godard, le documentaire montre ainsi en quoi la proposition de l’artiste dans l’espace muséal a constitué une continuité, et non une rupture, non seulement dans ses propositions esthétiques, mais surtout dans sa réflexion sur notre société, sa vision de l’homme et de l’Histoire.

## Fiche technique
- Titre original : Jean-Luc Godard, le désordre exposé
- Titre International : Jean-Luc Godard, Disorder Exposed
- Écrit et réalisé par Céline Gailleurd  & Olivier Bohler
- Production déléguée : Gérald Collas pour l’Institut national de l'audiovisuel (Ina)
- Coproduit par Raphaël Millet pour Nocturnes Productions
- Coproduit par Cornelia Hummel pour Imagia (Suisse)
- Image : Denis Gaubert
- Montage : Aurélien Manya, Céline Gailleurd  & Olivier Bohler
- Entretiens : André S. Labarthe
- Extraits d’archives et de films de Jean-Luc Godard
- Pays :  France
- Avec le soutien du Centre National des Arts Plastiques (CNAP) et de la Ville de Genève
- Diffusion télévisée : Ciné+
- Droits vidéo : Institut national de l'audiovisuel (Ina)
- Genre : documentaire
- Durée : 64 minutes

## Diffusion
- États généraux du film documentaire de Lussas 2012 [1]